# 洋川郡
洋川郡，中国南北朝时设置的郡。
北魏景明年间置，治所在今陕西省西乡县。属洋州。辖今陕西省西乡、镇巴等县一带。隋开皇三年（583年）废。唐天宝元年（742年）又改洋州为洋川郡，治所在兴道县（今陕西省洋县），辖境相当今陕西省西乡、洋县、镇巴、佛坪等县地。下辖西乡县、兴道县、黄金县（今今陕西省洋县良心乡西沟村）、洋源县（今陕西省镇巴县小洋乡）、华阳县（今陕西省洋县华阳镇，749年改为真符县，改治今陕西省洋县茅坪镇）。乾元元年（758年）复为洋州。 
唐朝洋川郡太守
- 独孤挺（743年之后）